# Szczepanowscy herbu Prus I
Szczepanowscy herbu Prus I – polska rodzina szlachecka.
Szczepanowscy, wywodzący się z województwa krakowskiego, swoje nazwisko wzięli od Szczepanowa, z którego się pisali. Pieczętowali się herbem Prus I, a tradycja wywodzi ich od rodu Turzynitów, z którego pochodził święty Stanisław biskup, patron Polski.
Poza województwem krakowskim rodzina była licznie rozrodzona na kresach wschodnich Rzeczypospolitej. Jej przedstawiciele byli legitymowani w latach 80. XVIII w. w Galicji.

## Przedstawiciele rodu
Antoni Szczepanowski (ok. 1660-1736) – chorąży czernihowski
Michał Szczepanowski (ok. 1690-1738) – stolnik żytomierski
Stanisław Szczepanowski (1030-1079) – polski biskup, męczennik, święty, jeden z głównych patronów Polski
Stanisław Szczepanowski (1710-1773) – chorąży czernihowski
Stanisław Ignacy Szczepanowski (1811-1877) – gitarzysta, kompozytor
Stanisław Szczepanowski (1846-1900) – ekonomista, chemik, inżynier, przedsiębiorca naftowy, poseł do parlamentu austriackiego i do Sejmu Krajowego galicyjskiego
Stanisław Wiktor Szczepanowski  (1882–1961)  – przemysłowiec naftowy, publicysta
Wanda Szczepanowska (1889-1978) - malarka, twórczyni tkanin dekoracyjnych